# Zikmund Valentin Hrzán z Harasova
Zikmund Valentin říšský hrabě Hrzán z Harasova (Sigmund Valentin Reichsgraf Hrzan von Harasow) (1668 – 1726) byl český šlechtic, politik a dvořan. Od mládí se uplatňoval v zemských úřadech Českého království, nakonec ve správě zemských financí zastával funkci prezidenta české komory (1718–1726). Během života vlastnil krátce řadu statků a panství v různých částech Čech, proslul především jako stavebník dvou barokních paláců v Praze, které dodnes nesou rodové jméno Hrzánů (Palác Hrzánů z Harasova v Celetné ulici a Hrzánský palác na Hradčanech).

## ŽIvotopis

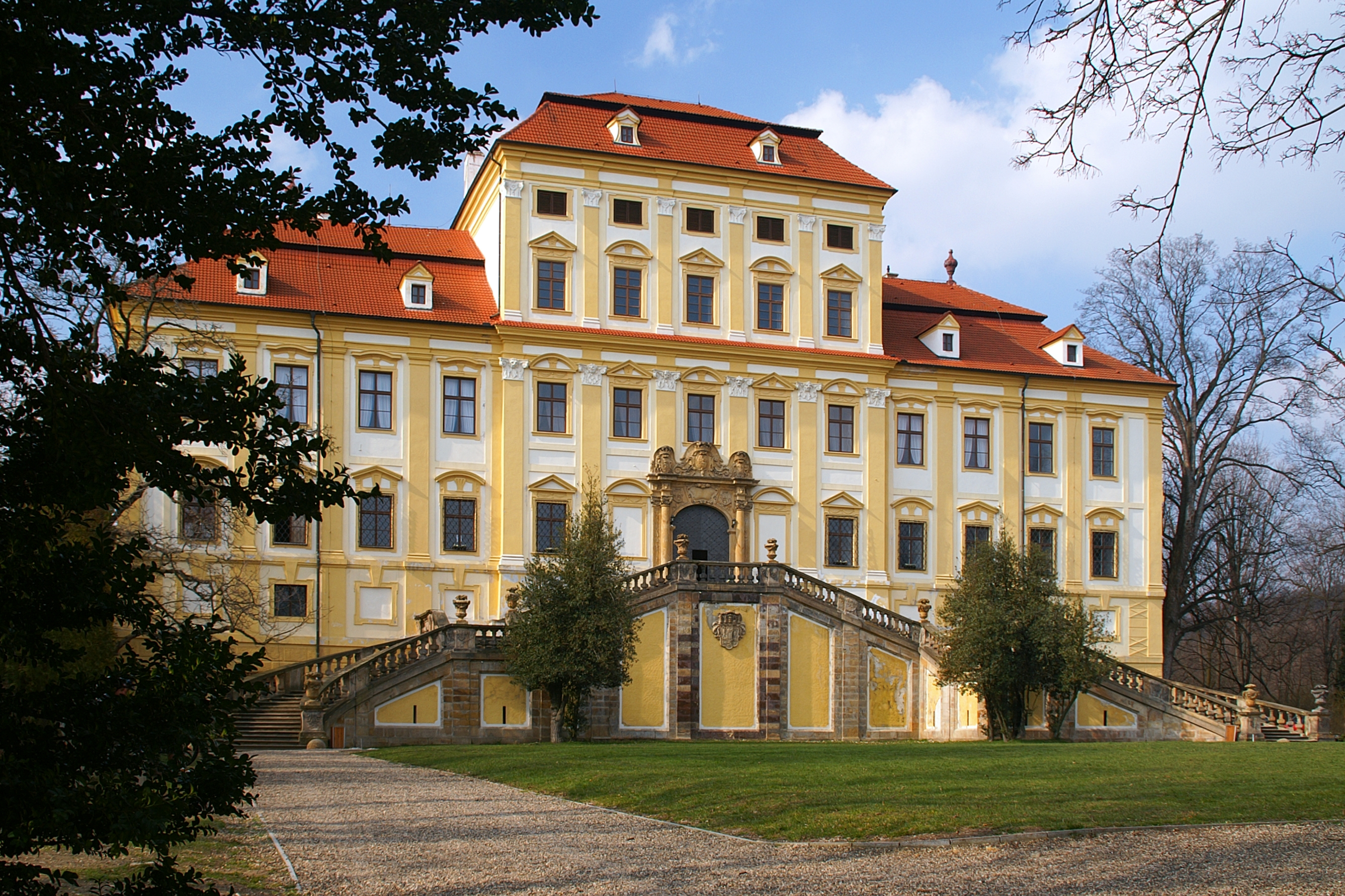
Zámek Červený hrádek se schdištěm přistavěným v roce 1697

Pocházel z českého šlechtického rodu Hrzánů z Harasova, narodil se jako nejmladší syn z druhého manželství nejvyššího lovčího Jana Adama Hrzána (1625–1681) a Marie Isabely, rozené hraběnky z Lambergu (1637–1689). V roce 1683 se zapsal ke studiu práv na Karlově univerzitě, studium ale nedokončil a absolvoval kavalírskou cestu po Evropě. Později se stal císařským komorníkem a zapojil se do zemských úřadů Českého království. V letech 1704–1705 byl císařským komisařem u českého zemského sněmu, později se stal skutečným tajným radou a zastával post viceprezidenta české komory. Nakonec byl v letech 1718–1726 prezidentem české komory, z titulu této funkce zároveň členem sboru místodržících. V těchto úřadech patřil k předním osobnostem Českého království Z titulu svých funkcí se v roce 1723 zúčastnil korunovace Karla VI. na českého krále, císařský pár na cestě z Vídně přivítal v Poděbradech.

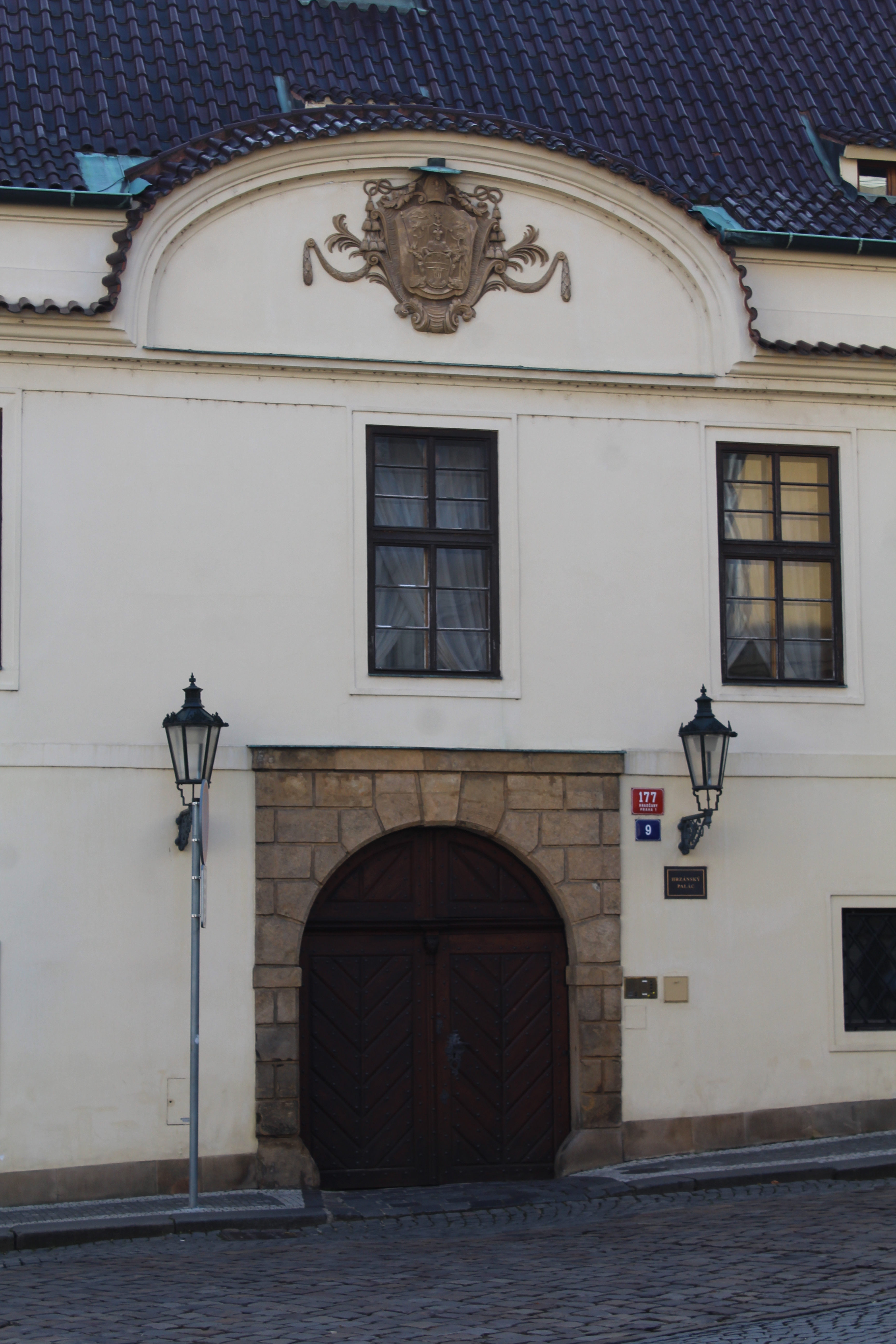
Hrzánský palác na Hradčanech, vstup z Loretánské ulice s erbem Hrzánů z Harasova

Byl dvakrát ženatý, jeho první manželkou byla Anna Veronika Černínová z Chudenic, dcera Jana Heřmana Černína z chudenické rodové linie. Podruhé se oženil s hraběnkou Klaudií Kristinou de Souches (1673–1726), vnučkou maršála a vojevůdce třicetileté války Louise Raduita de Souches. Z obou manželství měl sedm dětí, tři dcery a čtyři syny. Z nich Jan Adam převzal v roce 1727 zadlužený majetek, další informace o Zikmundově potomstvu nejsou známé.

## Majetek a stavební aktivity

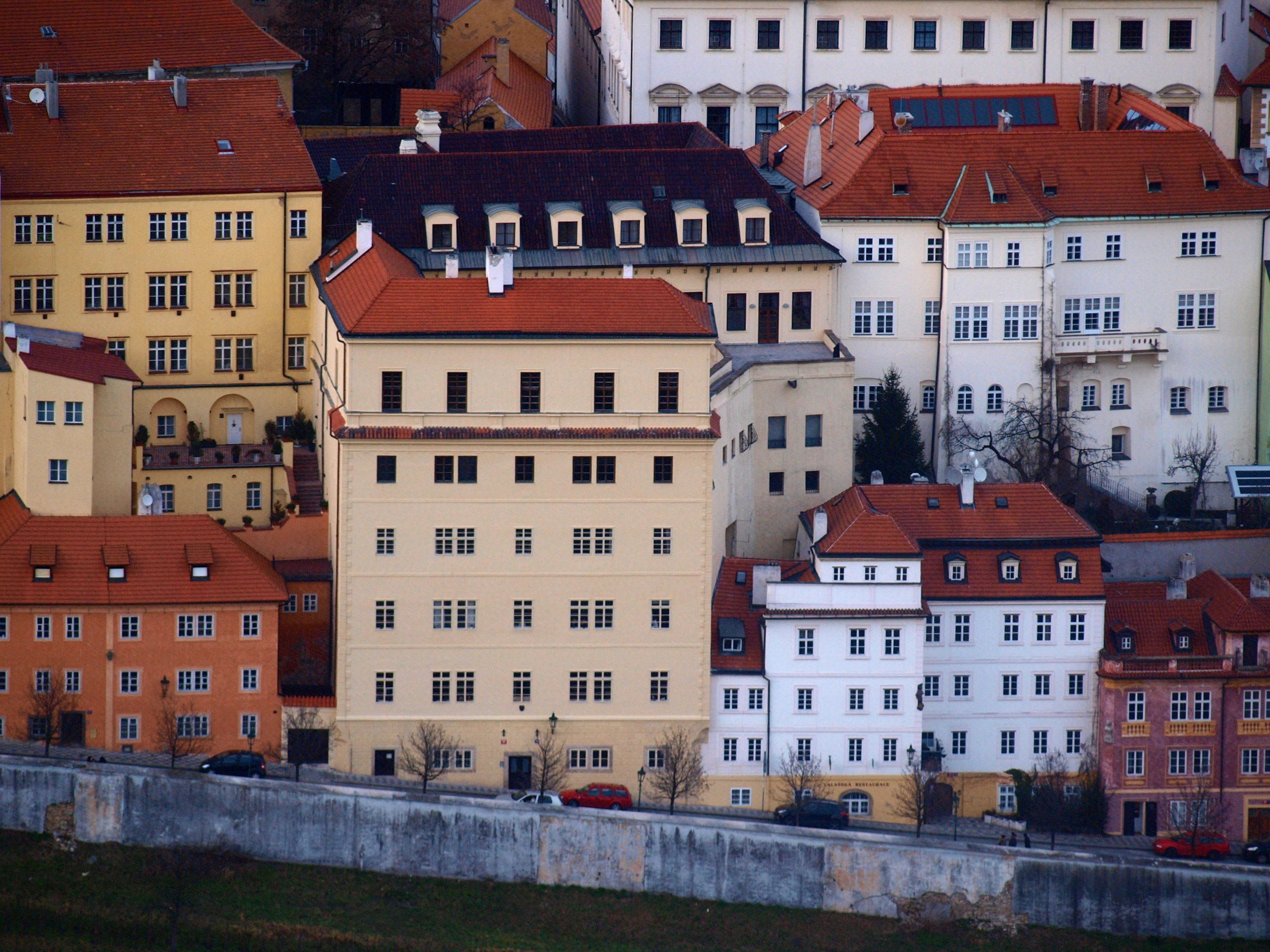
Hrzánský palác na Hradčanech

Jako nejmladší syn Jana Adama původně nezdědil žádný majetek, byla mu určena jen apanáž z výnosu statků spravovaných jeho staršími bratry Ferdinandem Maxmiliánem a Arnoštem Karlem. Ti se ale časem dostali do finančních potíží a po několika transakcích získal Zikmund Valentin část panství Červený hrádek. Již v roce 1689 koupil od bratra Arnošta Karla statek Údlice s nově postaveným zámkem. Nakonec v roce 1697 převzal celé červenohrádecké panství a vnější podobu zámku obohatil výstavbou dvouramenného schodiště se sochařskou výzdobou Jana Brokoffa, který tehdy na Červeném hrádku prokazatelně pobýval. Nakonec ale v roce 1707 celé panství prodal knížeti Janu Adamovi z Lichtenštejna.
Zikmund Valentin byl celý život zároveň věřitelem i dlužníkem a většina jeho obchodních transakcí měla spekulační charakter. V roce 1691 uzavřel smlouvu na nákup panství Zásadka a Chocnějovice s hraběnkou Benediktovou Bredovou. Protože ale z předepsané kupní ceny 85 000 zaplatil jen necelou polovinu a doléhali na něj věřitelé, obě panství prodal již v roce 1695 se ziskem 20 000 zlatých. Novým majitelem se stal Arnošt Josef z Valdštejna, který usiloval o zaokrouhlení svého majetku na Mladoboleslavsku i za cenu toho, že Hrzánovi zaplatil mnohem více peněz. Není vyloučeno, že až po tomto zisku koupil Hrzán výše zmíněný statek Údlice, jak uvádí August Sedláček. Po ztrátě hlavního rodového majetku na Červeném hrádku a nákladných stavebních aktivitách v Praze se Zikmund Valentin dostal znovu do finančních potíží, jeho další nákupy byly opět zacíleny na zisk. V roce 1714 koupil od Svatovítské kapituly statek Hostouň na Kladensku (již předtím vlastnil pozemky v nedaleké Unhošti). Hostouň koupil za 5 000 zlatých a v roce 1717 ji prodal za 10 000 zlatých. Z pozůstalosti svého tchána Jana Heřmana Černína z Chudenic koupil v roce 1719 statek Ježovy na Klatovsku a v roce 1725 jej prodal Morzinům, kteří jej připojili k panství Merklín. K menším akvizicím patřil nákup Proškova mlýna v Malých Kyšicích u Unhoště, kde je jako majitel uváděn v roce 1713. V roce 1701 získal palác v Praze v Celetné, kde o rok později zahájil přestavu podle projektu G. B. Alliprandiho (1702–1723) V roce 1708 získal jako věřitel Jana Františka Krakovského z Kolovrat dva domy v Loretánské ulici v Praze na Hradčanech. Také zde podnikl přestavbu a oba bývalé měšťanské domy sjednotil do podoby honosného paláce, který se z Loretánské ulice jeví jako nenápadná přízemní stavba, díky značnýn výškovým rozdílům směrem k ulici Úvoz má však pět pater. Vzhledem ke svízelné finanční situaci ještě před smrtí o jedno ze svých pražských sídel přišel (palác v Celetné ulici koupili v roce 1723 Kinští). Také druhý palác v Loretánské ulici prošel po Zikmundově smrt řadou majetkových změn, dnes patří státu a slouží jako reprezenteční prostor vlády České republiky
Byl také mecenášem katolické církve a podílel se na financování křížové cesty v Kadani.